# 伯恩藝術展廳

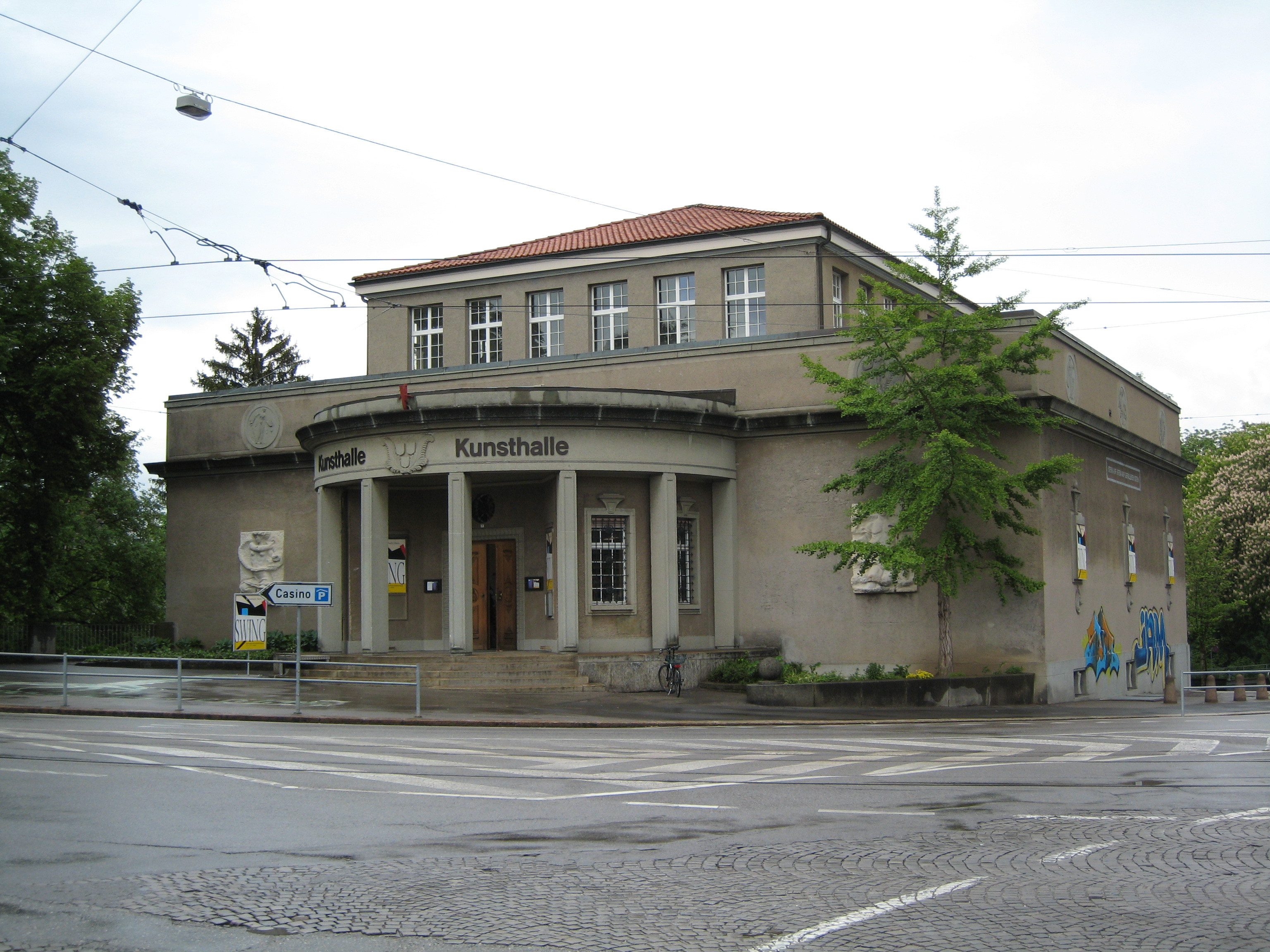
伯恩藝術展廳

伯恩藝術展廳（Kunsthalle Bern）是位於瑞士首都伯恩的一座美術館。這座美術館修建於1917年至1918年，並在1918年10月5日開業。伯恩藝術展廳舉辦過眾多當代藝術的美術展，並取得了很高的國際知名度。